# アリナミン製薬
アリナミン製薬株式会社（アリナミンせいやく、英: Alinamin Pharmaceutical Co., Ltd.）は、OTC医薬品や健康食品等の製造・販売を行う日本の製薬会社である。

## 会社概要
当社は、武田コンシューマーヘルスケア株式会社を前身とする。同社は、これまで武田薬品工業における日本国内向けコンシューマーヘルスケア事業を担っていた「ジャパンコンシューマーヘルスケアビジネスユニット」を分社化する形で設立された一般用医薬品や健康食品などを主に取り扱う事業子会社であった。2021年3月31日、武田薬品工業が保有していた武田コンシューマーヘルスケアの全株式を、ブラックストーン・グループおよびOscar A-Co（関係会社が運営するプライベート・エクイティ・ファンドが管理する買収目的会社）へ譲渡したことにより武田から独立。翌4月1日付で、「アリナミン」（武田時代から販売されているビタミン剤・ドリンク剤のブランド名）を冠したアリナミン製薬（初代）に商号を変更した。この変更に伴い、社章を新たに制定。武田薬品工業や武田コンシューマーヘルスケアが2019年3月まで日本国内向けに使用していた鱗状のロゴマーク（赤色の正三角形を白抜き・赤縁の円で囲ったデザイン）のイメージを踏襲しつつ、「アリナミン」の英字表記（Alinamin）の頭文字である"A"をシンボルとして正三角形の部分に埋め込んでいる。2022年4月1日付でOscar A-Coがアリナミン製薬（初代）を吸収合併し、買収目的会社から事業会社へ転換したOscar A-Coはアリナミン製薬（2代目）へ商号変更。2024年7月1日付でOscar Holdingがアリナミン製薬（2代目）を吸収合併し、Oscar Holdingはアリナミン製薬（3代目）へ商号変更された。
登記上の本店は武田本社がある大阪・道修町の武田御堂筋ビルに置いているが、本社機能は、ジャパンコンシューマーヘルスケアビジネスユニットの本部が置かれていた東京・丸の内の鉄鋼ビルディング23階に置かれている。
当社が取り扱う製品は、「アリナミン」や「ベンザ」など自社で製造・販売する製品に加え、JNTLコンシューマーヘルスが製造する「アネトン」・「タイレノール」・「ニコレット」なども含まれる。

## 沿革
- 2016年（平成28年）
  - 2月3日 - 武田薬品工業株式会社が日本におけるコンシューマーヘルスケア事業を担う100%子会社を設立することを発表[2]。
  - 4月15日 - 事業承継の準備会社として武田コンシューマーヘルスケア株式会社を設立。
- 2017年（平成29年）
  - 2月20日 - 武田薬品工業との間で、事業承継のための吸収分割契約を締結[3]。
  - 4月1日 - 武田薬品工業から「ジャパンコンシューマーヘルスケアビジネスユニット」事業を吸収分割により承継[4]。同時に、一般用医薬品の製造を手掛ける武田ヘルスケア株式会社の全株式を武田薬品工業から譲り受け、子会社化する。
  - 9月30日 - ビオフェルミン製薬株式会社が製造する製品（「新ビオフェルミンS錠」など）の販売を終了（翌10月1日付で大正製薬株式会社へ移管される）。
- 2019年（平成31年）
  - 4月1日 - 整腸薬「ビオスリーHi錠」・「ビオスリーH」の販売を東亜新薬から引き継ぎ、「タケダ」ブランドで販売開始[5]。
- 2021年（令和3年）
  - 3月31日 - 武田薬品工業が当社の全株式をOscar A-Co株式会社へ売却[6]。
  - 4月1日 - 商号をアリナミン製薬株式会社（初代）へ変更[7]。併せて、子会社の武田ヘルスケアもアリナミンファーマテック株式会社に商号変更。
  - 6月1日 - 通販事業の名称を「タケダ通販ショップ」から「アリナミン製薬の健康通販」へ改称[8]。
- 2022年（令和4年）
  - 4月1日
    - 2021年11月24日に設立された台湾現地法人「合利他命藥品股份有限公司」が事業を開始[9]。
    - Oscar A-Co株式会社がアリナミン製薬株式会社（初代）を吸収合併し、アリナミン製薬株式会社（初代）の営業を継承したOscar A-Co株式会社の商号をアリナミン製薬株式会社（2代目）へ変更（逆さ合併による統合）[10]。

  - 7月26日 - 通販事業の名称を「アリナミン製薬の健康通販」から「アリナミン製薬ダイレクト」へ改称[11]。
  - 9月 - 日本製薬が製造していた殺菌消毒薬「オスバン」ブランドを譲受、自社製品化。
  - 11月1日 - 通信販売向け化粧品の企画・製造販売を行うグループ会社の経営管理業務を担う悠香ホールディングス株式会社の全株式を取得[12][13]。
- 2023年（令和5年）
  - 3月31日 - 天藤製薬が製造する痔疾用薬「ボラギノール」の販売を終了（翌4月1日付で同社での直接販売へ移行）。
  - 10月6日 - ビタミンC主薬製剤『ビタミンC「タケダ」』を『ビタミンC「2000」』に改名してリニューアル[14]。
  - 10月30日 - 漢方製剤（大黄甘草湯製剤）「タケダ漢方便秘薬」を「大地の漢方便秘薬」に改名してリニューアル[15]。
- 2024年（令和6年）
  - 3月29日 - 千寿製薬が製造する目薬「マイティア」の販売を終了[16]（同年4月1日付で販売提携の形で販売元が第一三共ヘルスケアへ移管され、同年4月11日に同社製品としてリニューアル発売される）。
  - 7月1日 -
    - Oscar Holding株式会社がアリナミン製薬株式会社（2代目）を吸収合併し、アリナミン製薬株式会社（2代目）の営業を継承したOscar Holding株式会社の商号をアリナミン製薬株式会社（3代目）へ変更[17]。
    - 日本製薬の全株式を武田薬品工業より取得し子会社化[18]。

  - 7月3日 - ブラックストーン・グループとMBKパートナーズとの間で当社の株式譲渡契約が締結されたことを発表。今後、主要株主がMBKパートナーズへ移行される予定[19]。
- 2025年（令和7年）8月1日 - プロトンポンプ阻害胃腸薬「タケプロンs」を発売。当社初の要指導医薬品となる。

## 事業所一覧
- 本社・営業本部
  - 〒100-0005 - 東京都千代田区丸の内1-8-2（鉄鋼ビルディング23階）
- 大阪オフィス
  - 〒541-0045 - 大阪市中央区道修町4-1-1（武田御堂筋ビル）
- 札幌オフィス
  - 〒060-0001 - 札幌市中央区北1条西13-4（FWD札幌ビル9階）
- 仙台オフィス
  - 〒980-0014 - 仙台市青葉区本町2-18-21（鹿島定禅寺ビル7階）
- 名古屋オフィス
  - 〒460-0003 - 名古屋市中区錦2-2-13（名古屋センタービル7階）
- 広島オフィス
  - 〒730-0041 - 広島市中区小町1-25（ビル博丈平和大通り2階）
- 福岡オフィス
  - 〒812-0027 - 福岡市博多区下川端町9-12（福岡昭和通ビル4階）
- 十三CMCセンター
  - 〒532-0024 - 大阪市淀川区十三本町2-17-85（武田薬品工業株式会社 大阪工場内）

※製造所は京都府福知山市のアリナミンファーマテック株式会社

### 過去の事業所
- 大阪高麗橋オフィス
  - 〒541-0043 - 大阪市中央区高麗橋3-3-11（淀屋橋フレックスタワー11階）

## 製品一覧
- ◇印:「アリナミン製薬ダイレクト」限定製品
- ☆印:JNTLコンシューマーヘルスの製品のうち、販売提携を行っている製品

なお、前述したアリナミン製薬の社章については、2022年12月にパッケージデザインを変更した「ビオスリーHi錠」から表記されるようになり、「ハイシー」や「ベンザ」の一部製品も順次社章付のパッケージへの切り替えを開始している。

### 一般用医薬品・指定医薬部外品
ビタミン剤・ミネラル剤・滋養強壮保健薬・ドリンク剤
- アリナミンシリーズ（1954年 〈昭和29年〉 - 現在）
- ハイシーシリーズ（1961年 〈昭和36年〉 - 現在）
- アクテージシリーズ（2003年 〈平成15年〉 - 現在）
  - アクテージHK錠◇【第3類医薬品】 - 2022年4月発売
- カルシチュウシリーズ
  - 新カルシチュウD3【第2類医薬品】（製造販売元:日東薬品工業）
  - カルシチュウ <チュアブル錠>◇【指定医薬部外品】
- その他
  - ビタミンC「2000」【第3類医薬品】 - 2023年10月に『ビタミンC「タケダ」』の製品名を変更してリニューアルしたもの。処方や効能・効果は『ビタミンC「タケダ」』と同じである。
  - フローミンエース◇【指定第2類医薬品】 - 2022年7月に120錠が追加発売され、店頭販売を終了したことで「アリナミン製薬ダイレクト」限定品へ移行。前述したアリナミン製薬の社章も入る。
  - キュアナチュラルBB CLプラス◇【第3類医薬品】 - 2024年6月発売
  - メラノホワイト◇【第3類医薬品】 - 2023年4月発売。店頭で発売されていた「ハイシーホワイト2」の後継製品で、有効成分・添加物は「ハイシーホワイト2」と同じである。

風邪薬・鎮咳去痰薬・口腔咽喉薬・鼻炎用薬
- ベンザシリーズ（1955年 〈昭和30年〉 - 現在）
- アネトンシリーズ（一部製品は☆）
- コールタイジン点鼻液a☆【指定第2類医薬品】（製造販売元:陽進堂、販売元:JNTLコンシューマーヘルス）

外皮用薬
- テラ・コートリル軟膏a☆【指定第2類医薬品】（製造販売元:陽進堂、販売元:JNTLコンシューマーヘルス）
- テラマイシン軟膏a☆【第2類医薬品】（製造販売元:陽進堂、販売元:JNTLコンシューマーヘルス）
- オスバンS【第3類医薬品】

胃腸薬・便秘薬・整腸薬
- タケプロンs【要指導医薬品】 - 武田薬品工業が開発し、武田テバ薬品が製造販売する「タケプロンOD錠15」をスイッチOTC化したもの。プロトンポンプ阻害薬となるものの、当社が胃腸薬を発売するのは「タケダ胃腸薬」シリーズ以来となる。
- 大地の漢方便秘薬【第2類医薬品】 - 2023年10月に「タケダ漢方便秘薬」の製品名を変更してリニューアルしたもの。使用する甘草をアリナミン製薬が開発した純国産生薬「都甘草」へ変更された。
- ビオスリーシリーズ【指定医薬部外品】（製造販売元:東亜薬品工業）

解熱鎮痛薬
- フェリア【指定第2類医薬品】
- タイレノールA☆【第2類医薬品】（製造販売元:東亜薬品、販売元:JNTLコンシューマーヘルス）
- ドキシン錠【指定第2類医薬品】

漢方製剤
- ストレージシリーズ（製造販売元:ツムラ）
- ルビーナ【第2類医薬品】
- ルビーナめぐり【第2類医薬品】（提携:日東薬品工業）

禁煙補助剤
- ニコレットシリーズ【指定第2類医薬品】（製造販売元:JNTLコンシューマーヘルス）

検査薬
製造販売元:ミズホメディー
- ハイテスターH【第1類医薬品】
- ハイテスターN【第2類医薬品】

### 医薬部外品・化粧品
- シャンラブ プレミアム◇【医薬部外品】 - 2012年10月発売
- アクテージ入浴剤◇【医薬部外品】 - 2024年4月発売。販売名が「グラフィエ バスパウダー」となっており、同年3月をもって販売を終了した「グラフィエ」の実質的な後継品となる。
- にんにくVB1入浴剤◇【医薬部外品】 - 2025年2月発売。販売名が「シャンラブ」となっており、かつて店頭で発売されていた「シャンラブ」の実質的な後継品となる。
- MIYABIKA（みやびか）◇ - 2016年10月発売
  - MIYABIKA薬用育毛剤【医薬部外品】
  - MIYABIKAシャンプー
  - MIYABIKAトリートメント

その他
- 緑の習慣（健康補助食品） - 2014年10月発売。発売当初は通信販売限定製品だったが、後に店頭でも発売されるようになる。

### 製造終了品
- アクテージAN錠【第3類医薬品】
- アクテージSN錠【第3類医薬品】
- パンビタンハイ【指定第2類医薬品】 - アリナミン製薬ダイレクト限定品の「パンビタンエース」へ移行。
- 新カルシチュウD3 グリーンT【第2類医薬品】（製造販売元:日東薬品工業）
- ベンザブロック滋養内服液アルファ【指定医薬部外品】
- ベンザブロック滋養内服液【指定医薬部外品】
- ロバックU【第2類医薬品】
- ロバックHi（エイチアイ）【指定第2類医薬品】
- ロバックS軟膏【第2類医薬品】
- テレスシリーズ☆ - 製品によってリスク区分や製造販売元が異なり、「HiクリームH」は【第2類医薬品】で陽進堂が製造販売、「HiクリームS/軟膏S」（旧製品の「ハイクリーム/ハイ軟膏」を含む）は【指定第2類医薬品】で池田模範堂が製造販売を行っていた。（販売元:ジョンソン・エンド・ジョンソン）
- スコルバEX【指定第2類医薬品】 - 2021年に田村薬品工業へ承継され、同社にて発売されるようになった。
- オスバンシリーズ
  - オスバンラビングA【第3類医薬品】（製造販売元:日本製薬）
  - オスバンウォッシュ【医薬部外品】（製造販売元:攝津製油）
  - オスバンネオウォッシュ【医薬部外品】
- グレランエース錠【指定第2類医薬品】
- グレラン・ビット（第2期）【指定第2類医薬品】
- バイシンシリーズ（製造販売元:ジョンソン・エンド・ジョンソン）
- タケダ乗り物酔い止め【第2類医薬品】
- スプリエホワイトECローション
- テレスHiボディクリーム（製造販売元:ジョンソン・エンド・ジョンソン）
- トコロールEゴールド【第3類医薬品】
- ビタミンE「タケダ」【第3類医薬品】
- ロックミンゴールド【指定第2類医薬品】
- タケダ胃腸薬シリーズ【第2類医薬品】
- ハーブイン「タケダ」【第2類医薬品】
- クリア【第2類医薬品】
- シャンラブ【医薬部外品】 - 通信販売限定品の「にんにくVB1入浴剤」へ承継される。
- シャンラブ・エメラルドグリーン【医薬部外品】
- シャンラブ ハーブ【医薬部外品】
- シャンラブフロイデ
- シャンラブ 生薬◇【医薬部外品】 - 2024年1月販売終了
- シャンラブ カモミール◇【医薬部外品】 - 2024年1月販売終了
- グラフィエ【医薬部外品】◇　- 2013年11月発売。スキンケアラインの「ディープモイスト」は2020年3月、薬用入浴剤も2024年3月に販売を終了。薬用入浴剤は「アクテージ入浴剤」へ継承される。
- Newからだ浸透補水液【清涼飲料水】（経口補水液）
- ボラギノールシリーズ（製造販売元:天藤製薬）※天藤製薬は2021年8月末にロート製薬の子会社となったが、子会社化後も2023年3月の販売受託終了までは当社での販売体制は維持されていた。
- マイティア/美瞳シリーズ（製造販売元:千寿製薬）

## 提供番組
以下の番組は旧・武田コンシューマーヘルスケアから引き続き提供される。
2022年10月現在
- 踊る!さんま御殿!!（日本テレビ系列）（2022年10月 - ）
- 櫻井・有吉 THE夜会（TBS系列）
- news23（TBS系列）[注 1]
- めざましテレビ（フジテレビ、5時台に提供）
- FNN Live News α（フジテレビ系列、NST新潟総合テレビ除く、隔日でカウキャッチャーを担当。2019年10月 - ）
- 世界の何だコレ!?ミステリー（フジテレビ系列、2021年4月 - ）
- 林修のニッポンドリル（フジテレビ系列、2021年10月 - 2023年9月）
- サンデーモーニング（TBS系列、2021年10月 - ）※PT
- ZIP!（日本テレビ系列、水曜（2011年4月 - ））
- Nスタ（TBS系列）（第2部ナショナルセールス枠：2021年10月 - ）
- めざまし8（フジテレビ系列、月曜・木曜（ - 2021年9月） → 水曜（2021年10月 - ）前半ナショナルスポンサー枠、2021年4月 - ）※PT
- S-PARK（フジテレビ系列）（2018年度 - ）※PT

### 過去の提供番組
- 土曜プレミアム（フジテレビ系列、2003年10月 - 2022年3月）
- アイ・アム・冒険少年（TBS系列、2021年4月 - 9月）
- 新しいカギ（フジテレビ系列、2021年4月 - 9月）
- Live News イット!（フジテレビ系列、2021年4月 - 9月）
- Mr.サンデー（フジテレビ系列、2021年4月 - 9月）
- 土ドラ（東海テレビ制作・フジテレビ系列、2021年10月 - 2022年2月）
- バイキングMORE（フジテレビ系列）（2021年10月 - 2022年3月）※PT
- 爆買い☆スター恩返し（フジテレビ系列）（2021年10月 - 2023年9月）
- ポップUP!（フジテレビ系列）（2022年4月 - 2022年9月）※PT